# DKW F102

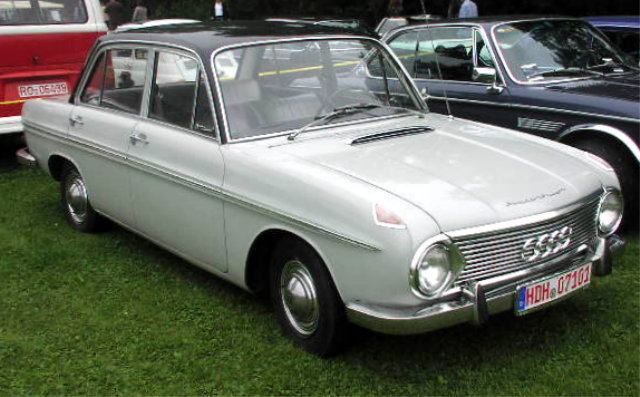
O DKW F102 era tudo que se poderia esperar na década de 60...

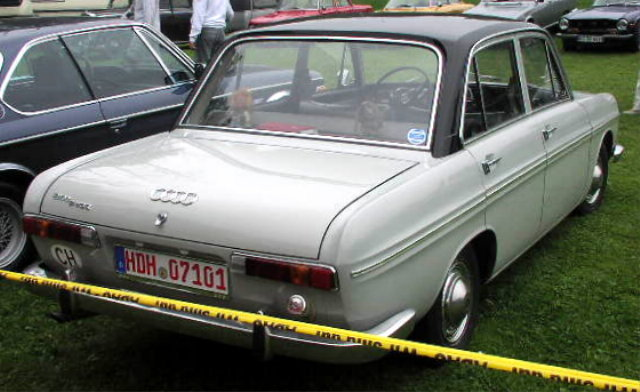
...de um automóvel com motor de dois tempos.

O DKW F102 é um automóvel alemão produzido pela DKW entre 1963 e 1966. Foi o último modelo desenvolvido de modo independente pela DKW e foi o último modelo com motor de dois tempos produzido pela Auto Union. Chegou a ser comercializado com a marca Audi, após a compra da Auto Union pela Volkswagen.
Quando a Volkswagen adquiriu a Auto Union, decidiu pelo encerramento da produção dos motores de dois tempos e, nesse sentido, substituiu o nome da empresa para Audi, pretendendo dar impulso à produção de automóveis com motores de quatro tempos.
O F102 sucedeu a família F94 e AU1000, e foi utilizado como base para o desenvolvimento do Audi F103, que levaria aos modelos comerciais Audi 72, Audi 80, Audi Super 90, Audi 60 e Audi 75, do final dos anos 60 e início dos anos 70.
O F102 representava o que se poderia esperar de mais moderno em termos de um automóvel com motor de dois tempos. Entretanto, o mercado de automóveis dos anos 60 conferiu a esse motor uma imagem de algo antigo e ultrapassado, condenando o F102 a vendas aquém do esperado. Mesmo assim, o F102 continuou sendo comercializado, mesmo já sem a marca DKW, até a entrada de seus sucessores da família Audi.
Estima-se que pouco mais de 50.000 unidades tenham sido produzidas.